# کریستینه پاپیکیان
کریستینه پاپیکیان (ارمنی: Քրիստինե Պապիկյան؛ زادهٔ ۳۱ اکتبر ۲۰۰۱) بازیکن فوتبال در پست دروازه‌بان اهل ارمنستان است.

## باشگاهی
از باشگاه‌هایی که در آن بازی کرده‌است می‌توان به باشگاه فوتبال شیراک-هومنمن اشاره کرد.

## تیم ملی
وی همچنین در تیم ملی فوتبال زیر ۱۹ سال زنان ارمنستان بازی کرده‌است. 